# Blekinge bataljon

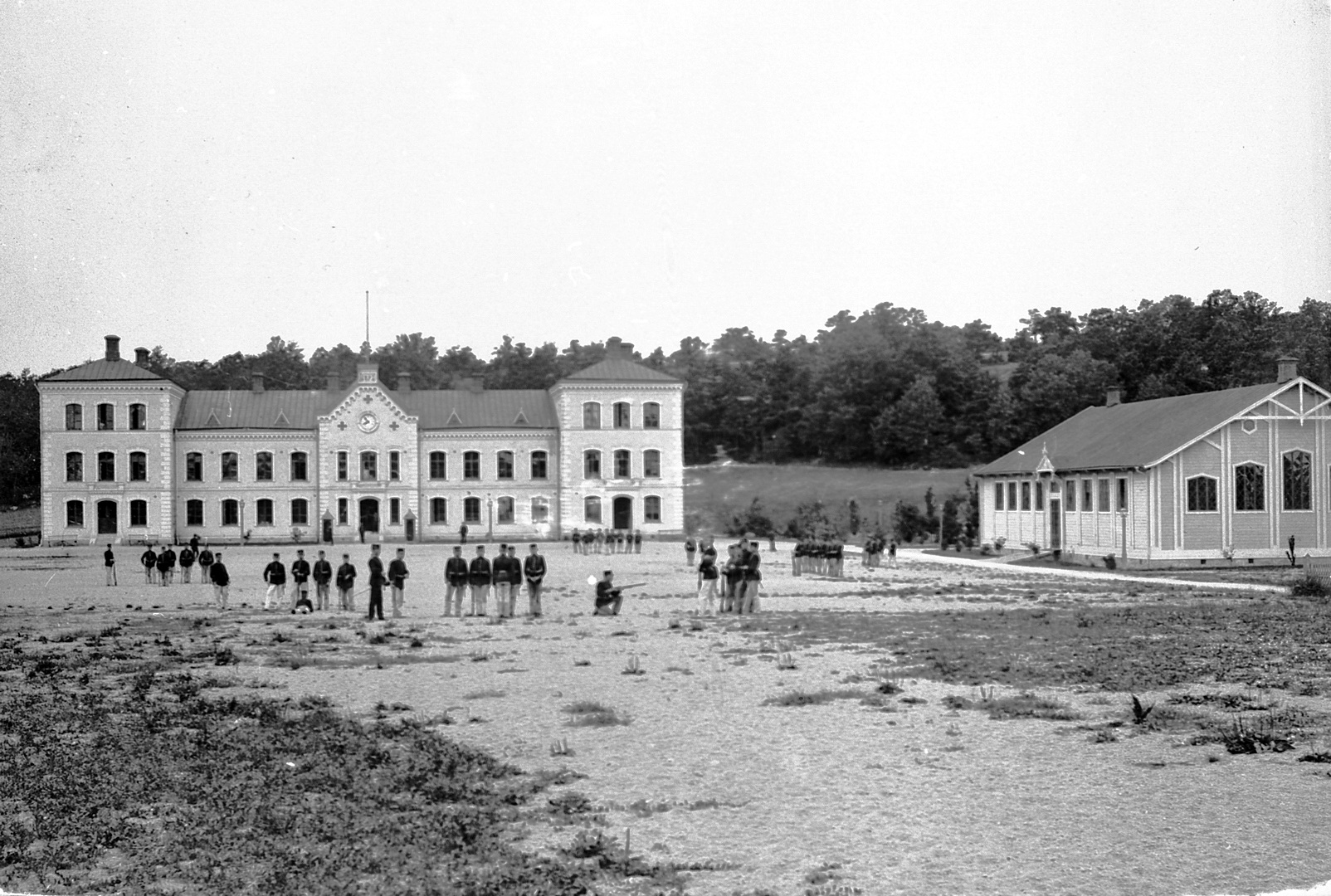
Blekinge bataljons kasernområde i Ronneby på den östra sidan av dagens stadsdel Volontärbacken. Foto ur Blekinge museums arkiv.

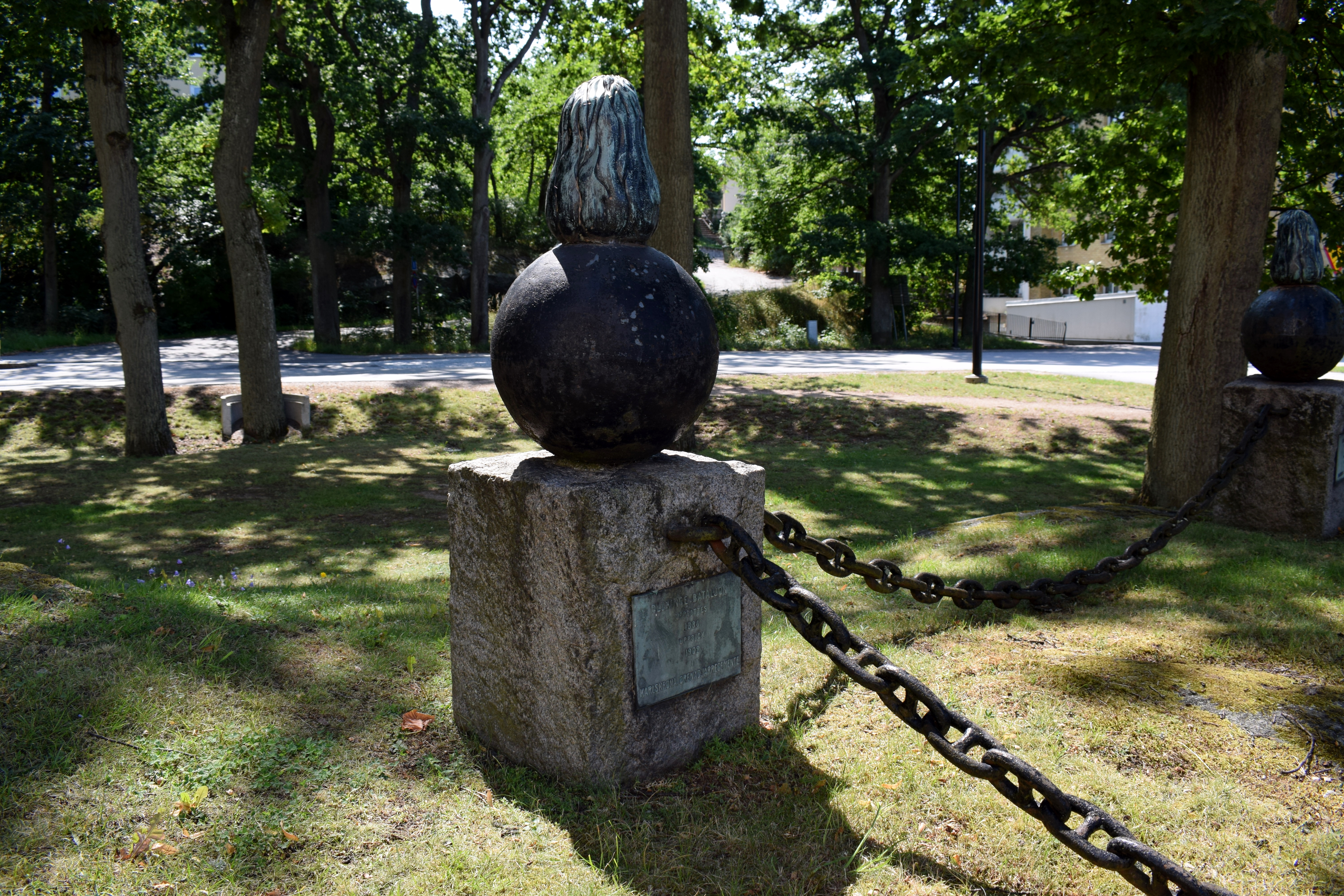
Minnessten över Blekinge bataljon rest i Gräsvik, Karlskrona.

Blekinge bataljon (№ 30) var ett infanteriförband inom svenska armén som verkade åren 1887–1901. Förbandsledningen var förlagd i Ronneby vid dagens Volontärbacken.

## Historik
Blekinge bataljon uppsattes den 1 januari 1887 för att tjäna såsom stam för Blekinge läns beväring. Dess befäl togs huvudsakligen från det indragna Marinregementet och stammanskapets styrka bestämdes till 300 man, vilken till förmån för Hallands bataljon något minskades enligt beslut vid urtima riksdagen 1892. Bataljonens chefstation var Ronneby och mötesplats var Bredåkra, vid nuvarande Ronneby flygplats.
Genom försvarsreformen 1901 kom bataljonen den 31 december 1901 att upphöra som självständigt förband. Istället kom den tillsammans med Smålands grenadjärkår (I 7) den 1 januari 1902 att bilda Karlskrona grenadjärregemente (I 7).

## Förläggningar och övningsplatser
När bataljonen bildades 1887 förlades den till  Wämö slätt och hade sin förbandsexpedition i Karlskrona. År 1888 kom bataljonen att omlokaliseras till Bredåkra, och den 1 oktober 1891 kom förbandsexpeditionen att förläggas till Ronneby. Den 1 maj 1890 förlades bataljonens volontärsskola till Bredåkra. Efter att bataljonen avvecklades kom bataljonens läger på Bredåkra att tas i anspråk av Flygvapnet då Blekinge flygflottilj bildades 1944 och förlades till Bredåkra. Blekinge bataljon i Ronneby kom bland annat att hysa Ågårdens vårdhem för sinnessjuka. År 1968 revs byggnaden.

## Förbandschefer
- 1887–1889 Major August Fredrik Danckwardt
- 1889–1900 Major James Douglas Haasum
- 1900–1901 Major Curt Johan Elof Rosenblad

## Namn, beteckning och förläggningsort
| Kungl. Blekinge bataljon | 1887-01-01 | – | 1901-12-31 |

| № 30 | 1887-01-01 | – | 1901-12-31 |

| Vämö (F)             | 1887-??-?? | – | 1888-??-?? |
| Ronneby garnison (F) | 1891-10-01 | – | 1901-12-31 |
| Bredåkra (F)         | 1888-??-?? | – | 1901-12-31 |